# Vjačeslav Michajlovič Koťonočkin
Vjačeslav Michajlovič Koťonočkin (rusky Вячесла́в Миха́йлович Котёночкин, 20. června 1927 Moskva – 20. listopadu 2000 Moskva) byl ruský režisér a malíř. V Československu se stal známým zejména kresleným seriálem Jen počkej, zajíci!, ovšem v seriálu byl uváděn jako Kotěnočkin.
V roce 1987 se stal národním umělcem RSFSR, od roku 1988 se stal laureátem Státní ceny SSSR. Přestože jeho nejznámější seriál byl prodáván do mnoha zemí, on sám měl v dobách natáčení i později v důchodu poměrně nízké příjmy.
Jeho syn Alexej Vjačeslavovič Koťonočkin, který už od dětství otci radil s prací, se stal také režisérem a natočil další díly seriálu „Jen počkej, zajíci.“